# Андрейчин, Георгий Илькович
Георгий Илькович Андрейчин (болг. Георги Илиев Андрейчин; 20 января 1894, Белица — 20 апреля 1950, Москва) — болгарский, американский и советский политический деятель.

## Биография
Родился в селе Белица, которое тогда принадлежало Османской империи. По национальности македонец. Когда Георгию было 9 лет, в Македонии вспыхнуло восстание против власти турок, и семья Андрейчиных спаслась бегством в свободную Болгарию. Учился в гимназии города Самоков. В гимназии попал под влияние анархистских и толстовских идей. Во время балканских войн записался добровольцем в Македоно-одринское ополчение.

### В США
В 1913 году эмигрировал во Францию в Нанси, а из Франции уехал в США. Работал шахтёром в штате Миннесота, помощником инженера. Был активистом радикального профсоюза «Индустриальные рабочие мира». В июне 1916 года был организатором массовой шахтёрской забастовки в Миннесоте, после чего был арестован и избит. Редактировал профсоюзную газету «Solidarity» («Солидарность»).
В 1918 году на известном Чикагском процессе против руководства ИРМ Андрейчин был приговорен к 20 годам тюремного заключения и к штрафу в 30 000 долларов. Однако уже в 1919 его освободили из тюрьмы, а в 1921 году Андрейчин приехал в Советскую Россию.

### В СССР
С 1921 по 1927 год состоял членом ВКП(б). Участвовал в учредительном съезде Профинтерна как американский делегат. Был членом Исполнительного бюро Профинтерна. Получил советское гражданство.
Работал в Госплане (1923—1924). На всех занимаемых должностях он использовал завязанные в Северной Америке связи и контакты, вел корреспонденцию, сопровождал в поездках по стране немногих прибывавших официально американцев.
В 1924 Андрейчина назначили советником в советском дипломатическом представительстве в Лондоне, возглавлявшемся его земляком Христианом Раковским. В 1925—1926 годах на дипломатической работе в Вене и Париже. В 1926 году работал в Промбанке. Был переводчиком на встрече Троцкого (в то время — председателя концессионного комитета) с Гарриманом в 28 декабря 1926.
Андрейчин, как и Раковский, был троцкистом, сторонником Левой оппозиции. Во время XV съезда партии в декабре 1927 года Андрейчин вместе с деятелями объединеной оппозиции был исключён из ВКП(б), а затем отправлен в ссылку в Казахстан. В это время Андрейчин переписывался с ссыльным Троцким. В ссылке Андрейчин работал столяром и плотником, чем и жил. Делал стулья, столы, шкафы, диваны, кровати, ящики, сундуки, чемоданы и пр.
В ноябре 1929 года подал заявление о разрыве с внутрипартийной оппозицией. В 1930 освобождён из ссылки и работал в Народном комиссариате торговли, Амторге и Интуристе (до 1935). Сопровождал Герберта Уэллса, когда тот приезжал в СССР в 1934 году.
11 февраля 1935 года снова арестован. 20 апреля 1935 г. Военной Коллегией Верховного суда СССР за шпионаж и связь с троцкистами осужден к 10 годам ИТЛ. 17 ноября 1935 года был привезён в распределительный лагерный центр в Котлас. По этапу пришёл 30 декабря 1935 года в управление Ухтпечлага в посёлке Чибью. 18 января 1936 года болгарина перевели на нефтяной промысел № 3 возле Яреги. С августа он находился в отделении № 4 возле Шудаяга. 25 мая 1937 года Андрейчина перевели в отдаленный угольный промысел возле Усть-Усы. А меньше чем через год, 11 июня 1938 года, он попал в Воркуту. В первых числах октября 1938 года Андрейчина посадили в центральный следственный изолятор в Воркуте, а уже 3 января из Москвы неожиданно получили приказ о транспортировке Андрейчина обратно в Бутырскую тюрьму. Следующие два года его жизни остаются загадкой.
Освобождён в 1941. Во время войны работал в Совинформбюро. Бывал в американском посольстве. В 1945 году в разговоре с американским послом Гарриманом Андрейчин говорил, что американская атомная бомба напугала кремлёвских вождей, поскольку она раскрыла относительную слабость Советского Союза, и осознав эту слабость, они стали такими агрессивными. В октябре 1945 предупреждал Гарримана, что американское посольство прослушивается и несмотря на уверения Гарримана о том, что посольство тщательно проверено на наличие прослушивающих устройств, настаивал на разговоре в ванной комнате с бегущей из крана водой.

### В Болгарии
После установления коммунистического режима в Болгарии Андрейчин переехал в Болгарию. Был начальником канцелярии Васила Коларова. Затем был заведующим отдела информации Министерства иностранных дел Болгарской Народной Республики. В 1946 году в качестве представителя Болгарии участвовал в Парижской мирной конференции.
Был знаком с Робертом Конквестом, работавшим в (1946—1947) пресс-атташе британской миссии в Болгарии, у которого брал для чтения «Скотный двор» Оруэлла. Говорил Конквесту, что единственное, чего ему удалось добиться при коммунизме — это сделать свою родную деревню показательной витриной для иностранцев, тем самым обеспечив своим землякам сравнительно высокий уровень жизни.
Арестован советскими спецслужбами 12 мая 1949 года и вывезен в СССР. Обвинялся в шпионской деятельности в пользу английской и американской разведок. Имя Андрейчина присутствует в двух сталинских расстрельных списках, от 23.03.50 и от 11.04.50. Приговорен Военной коллегией Верховного суда СССР 20 апреля 1950 года к высшей мере наказания и в тот же день расстрелян. Реабилитирован Военной коллегией Верховного суда СССР 11 марта 1958 г.

## Семья
Был женат на Ильзе Карловне Рихтер. Дочери: Ивонна Андрейчина (12.04.1923 — 10.11.2008), Кира Андрейчина (14.04.1933-2.06.2007).